# Archives suisses des arts de la scène
La Fondation SAPA, Archives suisses des arts de la scène (en anglais SAPA Foundation, Swiss Archive of the Performing Arts, allemand Stiftung SAPA, Schweizer Archiv der Darstellenden Künste, en italien Fondazione SAPA, Archivio svizzero delle arti della scena) conserve et valorise des archives concernant l’histoire du théâtre et de la danse en Suisse. Elle est issue de la fusion dans les années 2010 de trois collections situées à Berne, Lausanne et Zurich.
La Fondation SAPA est affiliée à la Société internationale des bibliothèques et des musées des arts du spectacle (en) (SIBMAS).

## Histoire
La Fondation SAPA, Archives suisses des arts de la scène est issue de la fusion en 2017 de la « Collection suisse du théâtre » et la « Collection suisse de la danse ». 
Les origines de la « Collection suisse du théâtre » (Schweizerische Theatersammlung (de)) remontent à la création de la Société suisse du théâtre (SST) en 1927. Les fonds collectés par cette dernière étaient déposés de 1943 à 1979 à la Bibliothèque nationale suisse. Une fondation sous le nom "Collection suisse de théâtre" est créée en 1978 par la SST, la Confédération, le canton et la ville de Berne. La bibliothèque et les archives sont ouvertes aux publics dès 1985. Le musée complète cette offre en 1987.
La Collection suisse de la danse (Schweizer Tanzarchiv), pour sa part, est issue elle-même de la fusion en 2011 de deux institutions, à savoir les Archives suisses de la danse à Lausanne et mediathek tanz.ch à Zurich.
Les Archives suisses de la danse ont été fondées en 1993 à Lausanne par Jean-Pierre Pastori, sous forme d’une association puis d’une fondation, qu’il préside jusqu’en 2010. Elles sont constituées autour de la collection privée de Jean-Pierre Pastori et d’autres fonds d’artistes éminents du monde de la danse.
La mediathek tanz.ch de Zurich est fondée à Zurich en 2005 par Eva Richterich et Wolfgang Brunner.

## Fonctionnement
Les principes de base qui orientent le travail de la Fondation SAPA sont la préservation des traces, le rappel de ce qui a été oublié, un traitement « polyphonique » des fonds et l'adaptation constante aux nouveaux systèmes de connaissance.
SAPA maintient constamment des échanges avec les acteurs des arts du spectacle, les chercheurs des sciences de l’art, ainsi qu’avec des profanes, au travers de projets de recherche et de médiation aux formats variés. Par exemple, la Fondation mène depuis 2012 des entretiens avec des professionnels suisses de la danse, qui témoignent de leur vie et de leur travail à travers des portraits filmés.

## Fonds
Le bureau lausannois de SAPA collecte, traite et préserve les archives textuelles, iconographiques, objets et textiles.
Le bureau bernois conserve des archives textuelles, photographiques, graphiques (affiches), vidéo et audio, ainsi que des objets tels que maquettes de construction et décors de théâtre, esquisses et figurines de décors de théâtre, marionnettes et masques.
Le bureau de Zurich conserve essentiellement des films et vidéos. Plus de 3 000 documents d’archives et de documentation venant d’environ 200 chorégraphes nationaux et internationaux.
Le SAPA contient des fonds concernant notamment : Beatriz Consuelo, Maurice Béjart, Noemi Lapzeson, Serge Lifar.